# Котульскит
Котульски́т (англ. kotulskite) — минерал, с химической формулой —
 Pd(Te, Bi)1-2. Назван в честь выдающегося российского геолога В. К. Котульского.

## Общие сведения
Очень редкий минерал, самородный палладий — Pd (Те, Ві). Образует кристаллы (вкаленоиды) от буроватого до серо-голубого цвета. Твердость — 3, плотность — 9,3. Впервые обнаружен в медно-никелевых рудах Мончегорска, позже в США (штат Вайоминг).
Типичные примеси Pt. Молекулярный вес 254.37.
Статус IMA: утверждён.
Авторы открытия Генкин А. Д. и др. Год открытия 1963.

## Кристаллография
Гекс. Агр. : вкрапленность. В отраженном свете кремовый. Отражательная способность в оранжевом свете 66 %. Сильно анизотропен с цветными эффектами от коричневого до серовато-голубого. В Cu-Ni месторождениях среди халькопирита в срастании с мончеитом и майченеритом.
Класс минералов, природных соединений теллура с тяжёлыми металлами (Bi, An, Ag, Pd, Cu, Sb, Pt и др.); аналоги — сульфидов и селенидов. Для Т. п. характерен сложный, нестехеометрический состав.